# Kiersten Warren
Kiersten Nicolla Dale Warren (Creston, 4 novembre 1965) è un'attrice statunitense conosciuta soprattutto per il ruolo di Alex Tabor nella serie Bayside School - Un anno dopo e per quello di Nora Huntington nella terza stagione di Desperate Housewives.

## Vita privata
A 16 anni è divenuta madre di Misti Traya (anch'essa attrice) nata dal matrimonio con lo sceneggiatore Jonathan Lemkin da cui ha divorziato nel 2005; nel 2006 ha sposato l'attore Kirk Acevedo da cui ha avuto una figlia, Scarlett James.

## Filmografia parziale

### Cinema
- Independence Day, regia di Roland Emmerich (1996)
- Falso tracciato (Pushing tin), regia di Mike Newell (1999)
- Liberty Heights, regia di Barry Levinson (1999)
- L'uomo bicentenario (Bicentennial Man), regia di Chris Columbus (1999)
- Duets, regia di Bruce Paltrow (2000)
- Circuit, regia di Dirk Shafer (2001)
- I sublimi segreti delle Ya-Ya sisters (Divine Secrets of the Ya-Ya Sisterhood), regia di Callie Khouri (2002)
- Black Cadillac, regia di John Murlowski (2003)
- Prima ti sposo, poi ti rovino (Intolerable Cruelty), regia dei fratelli Coen (2003)
- The Snow Walker, regia di Charles Martin Smith (2003)
- 30 anni in 1 secondo (13 Going on 30), regia di Gary Winick (2004)
- Hoot, regia di Wil Shriner (2006)
- Ragazze nel pallone - Tutto o niente (Bring It On: All or Nothing), regia di Steve Rash (2006)
- The Astronaut Farmer, regia di Michael Polish (2006)
- Thomas Kinkade's Christmas Cottage, regia di Michael Campus (2008)
- Charades, regia di Seth Kearsley - cortometraggio (2009)
- Silent But Deadly, regia di Jason Lockhart (2012)

### Televisione
- Bayside School - Un anno dopo (Saved by the Bell: The College Years) – serie TV (1993-1994)
- West Wing - Tutti gli uomini del Presidente (The West Wing) – serie TV, episodio 4x21 (2003)
- Fringe – serie TV, 1 episodio (2008)
- Desperate Housewives – serie TV, 9 episodi (2006-2012)
- The Mentalist – serie TV, 1 episodio (2015)

## Doppiatrici italiane
Nelle versioni in italiano delle opere in cui ha recitato, Kiersten Warren è stata doppiata da:
- Stella Musy in Desperate Housewives
- Irene Di Valmo in CSI: Miami
- Claudia Razzi in The Mentalist